# Glückel d'Hamelín
Glückel d'Hamelín (també escrit Gluckel, Glueckel, o Glikl d'Hamelín; també coneguda com a Glikl bas Judah Leib) (1646 – 19 de setembre de 1724) va ser una empresària i escriptora jueva que en escriure els seus diaris va proporcionar a estudiants el relat íntim de la vida d'una jueva alemanya als finals del segle xvii i començament del xviii dins un gueto jueu. Era en un temps de transició de l'autoritat i autonomia de la congregació medieval coneguda com a kehilla, cap a un ethos més modern en què l'afiliació en la comunitat era voluntària i la identitat jueva era molt més personal i presencial; un historiador de l'època, Jacob Katz, ha definit aquesta evolució en termes de 'tradició i crisi'. Aquest diari, escrit en llengua jueva ídix, era, en principi, destinat als seus descendents. La primera part és en realitat un propòsit, instant-los a viure les seves vides en l'ètica. Molt posteriorment els historiadors van descobrir els diaris i es va poder apreciar que contenien un relat de la vida en aquell temps.

## Biografia
Glückel va néixer a la ciutat d'Hamburg l'any 1646. La seva família va ser expulsada juntament amb la resta de la comunitat jueva l'any 1649. Quan tenia dotze anys els seus pares varen pactar el seu matrimoni amb Hayyim d'Hamelin. El matrimoni es fa formalitzar l'any 1660 amb 14 anys. Després del matrimoni, la parella va viure a la casa dels pares de Glückel, a Hamelín. Un any després del seu matrimoni, la parella varen anar a Hamburg amb els pares d'ella i on Hayyim va esdevenir un home de negocis opulent. Com que ja s'havia implicat en el negoci del seu marit durant la seva vida, quan ell va morir l'any 1689, Glückel va agafar les regnes del negoci i va expandir el comerç a mercats tan allunyats com els d'Amsterdam, Leipzig, Berlín, Viena, Metz i París.
L'any 1700 ella es va tornar a casar. Aquesta vegada amb un banquer de Metz a la Lorena, on es va reubicar. Dos anys més tard, el seu marit Cerf Levy va fallar financerament, perdent no només la seva fortuna pròpia també la de Glückel. Va morir l'any 1712, deixant-la per segon cop vídua. Ella va morir a Metz l'any 1724.
Glückel va tenir 14 fills del seu primer marit, dels quals 12 varen sobreviure i es varen casar dins les famílies jueves més prominents d'Europa.

## Contingut dels diaris
Glückel va començar a escriure els seus diaris després de la mort del seu primer marit, l'any 1689. En aquell temps era una vídua de 44 anys, amb 14 fills. Va deixar d'escriure els diaris l'any 1699, poc abans del seu segon matrimoni, i va reprendre l'escriptura després de la mort del seu segon marit als volts de 1715–1719.
En els seus diaris diu com va guiar el destí financer i personal dels seus fills, com es va comprometre en el comerç, com va dirigir la seva pròpia fàbrica i com va promoure el benestar de la seva gran família. Els seus diaris, poc habitual relat d'una dona corrent, va descriure la vida dia a dia entre els habitants jueus de la vall del Rin al segle xvii. Descriu l'impacte de les guerres que el rei Carles XII de Suècia va promoure com la pesta, els pirates, la soldadesca, la histèria del fals messies Sabbatai Zevi, assassinats, fallides, festins de casament, naixements, morts. Escriu l'amenaçant i precària situació sota la qual els jueus d'Alemanya del nord varen viure.

## Història del diari
El manuscrit dels diaris de Glückel, escrits manualment en ídix occidental, va ser preservat pels seus fills i nets. Moshe Hamel, fill de Glückel, va copiar el manuscrit original, i la còpia va ser heretada primer pel fill gran de Moshe, Chayim Hamel i llavors per membres de les següents generacions, residents a Königsberg (ara Kaliningrad). El manuscrit va ser dipositat a la Biblioteca Estatal bavaresa a la segona meitat del segle xix.
El manuscrit dipositat a la Biblioteca Estatal bavaresa va ser publicat com llibre l'any 1892 per David Kaufman a Pressburg (Bratislava) sota el nom "Zikhroynes Glikl Hamel" (en hebreu: Memòries de Glikl Hamel). Bertha Pappenheim, una del les seves descendents, ho va traduir a l'alemany i els va publicar a Viena l'any 1910. Una traducció abreviada a l'alemany va aparèixer l'any 1913, i es va reimprimir quatre vegades a 1922/23. La primera traducció hebrea va ser publicada l'any 1929 per Rabinovitz, qui també va afegir-hi referències detallades a les moltes cites utilitzades per Glückel.
El Museu jueu de Berlín ha dedicat una exposició sencera a Glückel d'Hamelín, proporcionant quina era la vida agrada als jueus d'Alemanya abans de la seva emancipació.
Sol Liptzin qualifica Glückel com "amb molts coneixements en la ciència llegendària del Talmud", familiar amb els populars tractats d'ètica (Musar), i "profundament influït per Tkhines, pregàries devotes per dones". "El seu estil," escriu, "va tenir l'encant de la simplicitat i intimitat i les qualitats de sinceritat, vivacitat i expressivitat."

## Descendència
Com que la seva família era tan bé documentada, ha estat possible d'identificar molts dels seus descendents. Entre aquests es troben figures notables com Heinrich Heine (1797–1856), Samson Raphael Hirsch (1808–1888) i Bertha Pappenheim (1859–1936) (també coneguda com a "Anna O.").

## Publicacions
Manuscrit:
- Ms. hebr. oct. 2 - Zikhronot

Publicació original:
- Zikhroynes Glikl Hamel זיכרונות גליקל האמיל Die Memoiren der Glückel von Hameln, 1645-1719. Herausg. von David Kaufmann. Frankfurt am Main, J. Kauffmann, 1896. 8vo. En ídix(amb tipografia hebraica) i amb introducció en alemany.

Traduccions a l'alemany:
- "Die Memoiren der Glückel von Hameln" Aus dem Jüdisch-Deutschen von Bertha Pappenheim (Autorisierte Übertragung nach der Ausgabe von Prof. Dr. David Kaufmann, Wien 1910). Amb un pròleg de Viola Roggenkamp. Weinheim und Basel: Editorial Beltz, 2005.
- Denkwürdigkeiten der Glückel von Hameln Aus dem Jüdisch-Traducció a l'alemany amb notes explicatives de Alfred Feilchenfeld. Mit 25 Bildbeigaben. Berlin 1913, Editorial Jüdischer.

Traduccions a l'anglès:
- Memoirs of Glückel of Hameln translated by Marvin Lowenthal, 1977 (ISBN 0805205721)
- The Life of Glückel of Hameln 1646-1724, written by herself. Traducció de l'original ídix i publicat per Beth-Zion Abrahams, Yoselof 1963 (1962 Horovitz Publ. Co., Londres).

Traduccions a l'hebreu:
- Gliḳl : zikhronot / hehedirah ṿe-tirgemah mi-Yiddish Traducció per Chava Turniansky, Jerusalem 2006 (ISBN 9652272132). Aquesta edició inclou text ídix, a doble pàgina amb la traducció a l'hebreu.